# Imposta sul patrimonio netto delle imprese
L'imposta sul patrimonio netto delle imprese è stato un tributo diretto a carattere straordinario, istituito con d.l. 30.9.1992 n. 394, convertito nella legge 26.11.1992 n. 462, e abrogato dal 1º gennaio 1998, a opera del d.lgs. 15.12.1997 n. 446, introduttivo dell'IRAP. Originariamente limitato al periodo di imposta in corso al 30 settembre 1994, è stato prorogato fino al periodo di imposta in corso al 31 dicembre 1995.

## Soggetti passivi
Il tributo gravava sul patrimonio netto di:
- società ed enti soggetti a IRPEG,
- società in nome collettivo, società in accomandita semplice ed equiparate,
- imprese individuali,
- stabili organizzazioni nel territorio dello Stato di imprese non residenti in regime di contabilità ordinaria.

## Base imponibile
La determinazione della base imponibile seguiva criteri diversi a seconda del regime di contabilità tenuto dal soggetto passivo. In particolare:
- per le imprese soggette a contabilità ordinaria, si faceva riferimento al patrimonio netto contabile, quale risultante dal bilancio, al netto dell'utile dell'esercizio, aumentato delle riserve e dei fondi in sospensione di imposta;
- per le società di persone, anche gli utili di esercizi precedenti non concorrevano a formare la base imponibile, qualora iscritti nel rendiconto quali debiti nei confronti dei soci;
- per le imprese non in contabilità ordinaria, la base imponibile era costituita dal valore delle rimanenze finali di beni maggiorato del costo dei beni ammortizzabili (al netto dei relativi fondi di ammortamento).

## Applicazione e versamento
Per le modalità di applicazione e versamento del tributo la legge istitutiva rinviava alla disciplina dettata per le imposte sui redditi.